# 大雄的秘密道具博物館
《哆啦A夢：大雄的祕密道具博物館》，另譯“大雄的神秘法寶博物館”、“大雄的秘密道具博物館”、“大雄的神奇法寶博物館”，是一部2013年的第33部哆啦A夢電影作品（水田版系列的第8作）。
此部作品也是導演寺本幸代的第三部執導作，也是朝日電視台開播55週年紀念電影，於2013年3月9日在日本、於7月25日在香港、澳門和南韓及於8月2日在台灣上映。

## 製作概要
自《大雄与奇迹之岛》以来連續第2年的原創故事。影片於2013年3月9日在日本上映，票房有39.8億日圓。

## 特色
哆啦A梦剧场版从1980年《大雄的恐龙》推出至2014年7月，累积观赏人数於本片正式突破1亿2千人。本片创下全球多啦A夢电影史上的第九高紀錄。次於《STAND BY ME 哆啦A夢》、《大雄的金銀島》、《大雄的月球探測記》、《大雄的南極冰天雪地大冒險》、《大雄的繪世界物語》、《大雄與天空的理想鄉》、《大雄的地球交響樂》和《新·大雄的日本誕生》。
以往的電影總是由大雄大喊一聲「哆啦A夢」後進入片頭曲，但這部作品中卻相反，哆啦A夢在鈴鐺不見後大喊了一聲大雄，之後才進入片頭曲。

## 劇情大綱
多啦A夢的鈴鐺被名為「怪盜DX」的人所偷取了，而穿上福爾摩斯套裝的大雄已經知道铃铛的所在，那裡就是在22世紀的「秘密道具博物馆」。多啦A夢之后用20個蜜瓜包向多啦美換了一张「入場券」，一張入場券可以讓五個人入場，所以大雄從任意門到空地要邀請靜香一起去，剛好胖虎和小夫也在，要一起去，然後多啦A夢就在入場券上簽名，就在这时，那张「入場券」突然变成了一个时光旅游观光车，带着大雄一行人穿梭时空到達「秘密道具博物馆」。大雄等在身為見習道具工程師的博物館兼職導賞員庫爾特帶領下，參觀博物館的同時，在那裡見識了很多新奇的道具，也看到了第一代的隨意门。但同一时间，怪盜DX再次出現，与多啦A夢等人作战...

## 角色介紹
- 庫爾特

全名庫爾特哈特曼，哈特曼博士孫子，在「秘密道具博物館」裡擔任兼職導覽員，當值時因經常躲懶而被館長訓話。另外經常製造沒用的道具，與他爺爺哈特曼博士相反，之後無意之中發現了一條秘密通道，跟著成為了皮普拉博士的徒弟。其實是他偷走多啦A夢的「鈴鐺」是因為他為了協助師父實現夢想，才扮演「怪盗DX」身份去偷走博物館裏放置了金屬晶片的秘密道具(包括多啦A夢的「鈴鐺」)，最後被大雄揭穿。他對金嘉有好感。
- 波波恩

庫爾特製造的奇怪生物，因為他做實驗的時候誤打誤撞而製造出來的奇怪生物。看似沒有實際用途，但劇情最終吸收掉暴走化的人工太陽。
- 金嘉

皮普拉博士孫女，雖長相可愛但性格卻很愛吐嘈，經常諷刺或向爺爺唱反調，嘲笑並擔心他可能會不小心毀滅世界。由於皮普拉博士不便外出，因此他們只能依靠偷取日常用品維生，使得人們當作為博物館裡的怪人。
- 瑪士達德警長

廿二世紀的警長，專門在博物館裏調查可疑事件。
- 費吉斯館長

「秘密道具博物館」館長，在自然館的剪草魚藏有自己的私房錢，因害怕自己的私房錢會被「怪盜DX」偷走而行為古怪，被胖虎和小夫誤以為是「怪盗DX」。
- 皮普拉博士

金嘉的爺爺，研發期間因為發生意外（倒瀉咖啡），令共同研究的人工太陽亂了套，幸好哈特曼博士能及時阻止，之後他被剝奪道具專才（工匠）的職銜與吊銷執照和永遠被放逐，但先後多次靜悄悄地回來。為證明自己，希望成功研究出將來能取代全金屬的新物質——皮普拉金屬。
- 哈特曼博士

庫爾特的爺爺，跟皮普拉博士同為道具科學家。發明了第一代任意門，並在人工太陽廢墟裡發現新物質——全金屬，因此開創道具製造與廣泛使用的新里程碑而永留後世。
有別於其他的作品，本作品是罕有沒有明顯的反派角色，雖然皮普拉博士、金嘉及庫爾特(怪盜DX)與其他角色的想法和行為不一致，但亦不是大奸大惡的壞人，到最後為拯救秘密道具博物館不會為「太陽裝造機」裝造出來的太陽毀滅，所有角色合力聯手幫忙阻止太陽繼續膨脹。而作品以神探形式作情節，形造各個角色(多啦A夢等主要角色除外)都有嫌疑的假象，當中包括斐克斯館長。

## 配音員

### 預告片旁白
- 香港：黃榮璋

### 角色
| 角色               | 配音員                                   | 配音員                             | 配音員                      | 配音員   |
| 角色               | 日本                                     | 香港                               | 臺灣                        | 臺灣     |
| 角色               | 日本                                     | 香港                               | 國語                        | 客語     |
| 原著角色           | 原著角色                                 | 原著角色                           | 原著角色                    | 原著角色 |
| ------------------ | ---------------------------------------- | ---------------------------------- | --------------------------- | -------- |
| 多啦A夢 怪盜多啦DX | 水田山葵                                 | 林保全                             | 陳美貞                      | 劉韶蕙   |
| 大雄 大偵探大雄    | 大原惠                                   | 陸惠玲                             | 楊凱凱                      | 徐敏莉   |
| 靜香               | 嘉數由美                                 | 梁少霞                             | 許淑嬪                      | 王旻瑛   |
| 胖虎               | 木村昴                                   | 陳卓智                             | 于正昇                      | 黃振尉   |
| 小夫               | 關智一                                   | 黃鳳英                             | 劉傑                        | 陳佾玄   |
| 多啦美             | 千秋                                     | 鄭麗麗                             | 許淑嬪                      | 林鈺婷   |
| 小雄               | 松本幸                                   | 駱慧怡                             | 楊凱凱                      | 王旻瑛   |
| 野比玉子           | 三石琴乃                                 | 陳安瑩                             | 許淑嬪                      | 彭月春   |
| 電影角色           |                                          |                                    |                             |          |
| 庫爾特             | 三瓶由布子                               | 劉惠雲                             | 傅其慧                      | 王旻瑛   |
| 波波恩             | 愛河里花子                               | 鄭麗麗                             | 蘇肇樺                      | 徐敏莉   |
| 金嘉               | 堀江由衣                                 | 高可慧                             | 林沛笭                      | 彭月春   |
| 瑪士達德警長       | 松平健                                   | 張炳強                             | 孫中台                      | 黃紹彬   |
| 皮普拉博士         | 千葉繁                                   | 黃志明                             | 陳宗岳                      | 楊明剛   |
| 哈特曼博士         | 石井康嗣                                 | 盧傑                               | 孫中台                      | 黃振尉   |
| 費吉斯館長         | 土師孝也                                 | 梁志達                             | 康殿宏                      | 鍾少庭   |
| 剛之助             | 龍田直樹                                 | 黃榮璋                             | 孟慶府                      | 黃紹彬   |
| 向井猿             | 向井理                                   | 李安邦                             | 孟慶府                      |          |
| 樵夫水池女神       | 川村万梨阿                               | 楊婉潼                             | 張舒婷                      | 徐敏莉   |
| 蛇頭怪人           | 高戶靖廣                                 |                                    | 孟慶府                      |          |
| 警察官             | 寺崎貴司 浦川泰幸 宮本啓丞 小松靖 林和人 | 黃榮璋 郭俊廷 李安邦 黃龍傑 杜景煜 | 孫中台 于正昇 孟慶府 陳宗岳 | 黃紹彬   |
| 汽車導覽系統       | 上山千穂                                 | 曾慶珏                             | 張舒婷                      |          |
| 清掃機器人．秘書   | 島本真衣                                 |                                    | 傅其慧                      | 徐敏莉   |
| 宇宙館導覽員       | 鈴木詩織                                 | 陳安瑩                             | 傅其慧                      |          |
| 守衞機械人         |                                          | 郭俊廷                             | 劉傑（新） 孟慶府（舊）     | 楊明剛   |
| 怪盜DX             | 關智一                                   | 鄧肇基                             | 康殿宏                      | 鍾少庭   |
| 怪盜羅蘋           | 飯田利信                                 | 黃榮璋                             | 康殿宏                      |          |

## 故事舞台

### 秘密道具博物館
是位於未來的博物館，內有不同展覽館，分別收藏許多秘密道具，尤其是第一代的隨意門。
- 入口大廳

展覽出歷代隨意門，並可以通向你想去的展覽館。
- 機械人館

展覽各式各樣的機械人，包括廢棄的第一代守衛機械人。
- 宇宙館

展覽宇宙中的展館，進館前要先吃食用太空衣。
- 水館

水中的展覽館。
- 相機館

展覽歷代各種不同相機。
- 天空館

在雲上的展覽館，展示空中飛行的法寶。
- 自然館

綠色大自然的展覽館。展覽和植物或昆蟲有關的道具。
- 包羅萬有館

充滿各式各樣道具的展覽館，上下都有重力吸引。
- 燈飾館

被怪盜DX偷走放大燈，所以禁止進入。
- 館長室

館長的辦公室，放有裝着館長私房錢的剪草魚。
- 太陽製造機（禁止入內地方）

被哈特曼博士封印的暴走太陽。
- 皮普拉博士實驗室

皮普拉博士秘密研究貝普拉金屬的實驗室，並是皮普拉博士和金嘉的住所。

## 主要登場的秘密道具
- 換衣相機
- 福爾摩斯套裝

總共4件，包括爆破煙斗、雷達拐杖、推理帽和線索放大鏡。
- 邀請卡

秘密道具博物館的邀請函能變成時光旅遊接待車。
- 第一代的守衞機械人
- 機械警衛

大雄的恐龍中首次出現。
- 隨意門／第一代的巨型隨意門／歴代隨意門
- 食用太空衣
- 空氣蠟筆
- 空氣砲
- 神劍電光丸
- 甲魚機械人
- 內部物件吸取器
- 縮形隧道
- 樵夫水池
- 複製機械人
- 美男子複製機械人
- 剪草魚
- 失物回歸噴霧
- 萬能錢箱製造機
- 驅鬼豆
- 誠實電波
- 還原光線
- 放大電筒
- 噴霧式夢槍
- 來來貓
- 倒地殺手

### 被怪盜DX偷走的道具
- 多啦A夢的鈴鐺（噹噹）
- 獨裁按鈕
- 放大電筒
- 倍增鏡
- 警鐘蟲
- 救助之手

### 警長和怪盜DX比賽中出現的道具
按出現順序
- 手擲型飛彈
- 閃避披風
- 透明披風
- 透視眼鏡
- 疑心錠
- 老實丸
- 自信安全帽
- 喪失信心機
- 魔術屁股
- 魔術肚
- 不分勝負手套
- 報復手
- 風神扇
- 芭蕉扇
- 騙人鳥嘴
- 謊言800
- 強力超級超人錠
- 失敗貼布

### 庫爾特製作的道具
- B級美食桌布

可以變岀任何想吃食物的桌布，但如果說的不是B級美食，就只會走出食材來。
- 驚喜電筒（放大電筒）

使用之後，奇怪的地方會變大，讓人驚喜的電筒！
- 古魯谷古（飛行鞋）

穿上之後，可以在天空中步行。但鴿子偶爾會失控，變得不能控制。
- 亢奮吸塵機

內置小型黑洞，是強力的吸塵器。
- 碰碰

庫爾特原本想製作能能吸出物體並同時使其數量增多的吸空槍，結果製作期間因改造吸空槍又失敗，使他抓狂並把吸空槍和其他亂七八糟的東西塞進了榨汁機里，經過一番攪拌之後，碰碰就誕生了。
- 怪盜DX套裝

在皮普拉博士指導下完成的道具。未啟動前為紅色的領結。將它戴在領口位置後，能使該使用者穿上怪盜DX的服裝，並發出帶DX字樣的行動預告。

## 製作人員
- 原作：藤子·F·不二雄
- 導演：寺本幸代
- 人物設計：丸山宏一
- 編劇：清水東
- 美術導演：土橋誠
- 攝影導演：末弘孝史
- 編輯：小島俊彥
- 錄製主任：田中章喜
- 效果：糸川幸良
- 音樂：澤田完

## 主題曲
| 類別   | 歌曲                          | 作詞     | 作曲     | 编曲     | 演唱                                                                   |
| ------ | ----------------------------- | -------- | -------- | -------- | ---------------------------------------------------------------------- |
| 片頭曲 | 《為你實現夢想的多啦A夢》（） | 黑須克彥 | 黑須克彥 | 大久保薰 | Mao（Columbia Entertainment） / 合唱：向日葵兒童合唱團（日本古倫美亞） |
| 主題曲 | 《未來的博物館》              | 中田康貴 | 中田康貴 | 中田康貴 | Perfume                                                                |
| 插曲   | 《充滿歡樂的道具》（笑顔はひみつ道具）        |          | 澤田完   | 澤田完   | 藤本千秋                                                               |

## 電影口號
- 当你来到这里，你的梦想就会成真。（ここに来ると、夢はかなう。）

## 香港電影翻譯爭議事件

### 爭議
香港在過去數十年的《叮噹／多啦A夢》動畫及漫畫譯製版本一直把多啦A夢的譯作「法寶」（香港動畫、漫畫版正式譯法；漫畫版包括文傳、青文等不同出版社）。代理商國際影業公佈本電影譯名、上傳宣傳片時，叮噹（多啦A夢）迷發現它捨棄沿用了多年的「法寶」，改作對香港叮噹（多啦A夢）迷比較陌生的「道具」，紛紛表示不滿。

### 坊間評價
香港無綫電視《多啦A夢》導配更指出翻譯生硬，甚至誤譯，例如「預告狀」一詞並非中文，在粵語中應該稱為「挑戰書」，只有在國語裡，因為長期習慣將日文直接當作中文，此詞語在臺灣才比較通行。以國語強行取代粵語而引致了多個嚴重錯誤，既是對粵語的不尊重，也無視叮噹（多啦A夢）迷向來的習慣和感情。
部份叮噹（多啦A夢）迷更指責宣傳片裡，尚有許多有違香港字詞習慣、卻與國語用法整體的譯名和詞彙，例如「庫爾特」的「庫」字（粵拼：fu3）無法對應日文的「k」音，在廣東話裏正確的譯法是「古度」、「古爾多」之類；使用普通話式的「導賞員」而非港人習用的「嚮導」等，均是「以普代粵」。批評者當中包括動漫譯製的業界人士。

### 回應及處理

#### 首映

##### 寰宇影片
2013年6月14日，當時發行的香港寰宇影片發行有限公司首次就事件回應。
寰宇影片表示：「電影中多啦A夢的對白依舊會是使用『法寶』一詞」。
宣傳方面，當時寰宇影片的文案後來加入「神秘法寶」一詞，而媒體及刊物則交替使用「法寶」和「道具」。

#### 電視廣播及院線重新發行

###### 無綫電視
2015年1月11日，無綫電視安排電影於翡翠台及高清翡翠台同步首播，其後2017年於翡翠台重播。
字幕方面，大體沿用寰宇影片原裝字幕，並加以修改及增添部分歌詞及畫面翻譯。其中插曲歌詞「笑顔はひみつ道具」譯作「笑容就是神秘法寶」，沿用「法寶」，而前綴詞「神秘」是取自民間譯名《大雄的神秘法寶博物館》。
另外，原裝字幕有「機器人」、「鳳梨」、「請柬」等台灣用語，無綫電視均改回粵語對白使用的香港用詞「機械人」、「菠蘿」、「邀請卡」。至於原裝字幕中的「道具」和「法寶」則沒有改動（兩者皆為書面用詞），跟粵語實際用詞一致。

###### 新映影片
2022年10月起，新映影片以【電影 多啦A夢～時光機之旅2009-2015～】為名重新上映多部原由寰宇影片發行的《多啦A夢》電影，包括2022年12月重新上映的《大雄的秘密道具博物館》。
新映影片重新編寫電影的劇情簡介，有別於原寰宇發行版本。除了「秘密道具博物館」，文中還有「收藏所有法寶的夢幻博物館」的宣傳語句，可見針對故事設定及香港定譯作調整。
字幕方面，大體沿用寰宇影片原裝字幕，並加以修改及增添部分歌詞及畫面翻譯，修訂部分跟無綫電視不同。

## 悼念林保全
無綫電視特意安排2015年1月9日起每周六下午5點55分重播《哆啦A夢》及在1月11日晚間9點播放《哆啦A夢大電影：大雄的秘密道具博物館》以悼念林保全。

## 票房
| 上一届： 《機密真相》 | 2013年日本週末票房冠軍 第10-11周 | 下一届： 《無敵破壞王》 |

## 漫畫版
2013年2月起在《快樂龍》短期連載系列發表，由麥原伸太郎負責，主體上與電影版相同，但故事內容有差別。台灣和香港中文版單行本均由青文發行。

## 外部連結
- （日語）電影官方網站 （页面存档备份，存于）
- （日語）YouTube上的［のび太のひみつ道具博物館］予告編 第１弾
- YouTube上的香港《電影多啦A夢 - 大雄的秘密道具博物館》預告片2 7月25日 打開神秘之門
- YouTube上的《哆啦A夢：大雄的祕密道具博物館》中文配音版預告
- YouTube上的台灣《電影哆啦A夢 - 大雄的祕密道具博物館》預告片 8月2日 (五) 盛大上映
- 互联网电影数据库（IMDb）上《大雄的秘密道具博物館》的资料（英文）
- Yahoo奇摩電影上《大雄的秘密道具博物館》的資料（繁體中文）
- 開眼電影網上《大雄的秘密道具博物館》的資料（繁體中文）
- 时光网上《大雄的秘密道具博物館》的資料（简体中文）
- 豆瓣电影上《大雄的秘密道具博物館》的資料 （简体中文）